# Pham Xuan Tong
Pham Xuan Tong (Ninh Binh, Tonchino, Vietnam, 17 iulie 1947) este fondatorul artelor marțiale Qwan Ki Do.
Pe lângă practica artelor marțiale, a studiat medicina tradițională, fitoterapia, presopunctura, masajul și caligrafia. Personalitate enciclopedică, Pham Xuan Tong este considerat o comoară națională de către statul francez, iar pentru practicanții de Qwan-Ki-Do din lumea întreagă o valoare inestimabilă.

## Biografie
Pham Xuan Tong s-a născut pe 17 iulie 1947 în Bông Hai, localitate din provincia Ninh Binh a Vietnamului. Din copilărie a fost admis la Templul Taoist din districtul Phú Nhuận, din sudul Vietnamului. Ulterior, în anul 1966, a absolvit Institutulu Vietnamez de Medicină Tradițională (Y Học Cổ Truyền) din Saigon. A ajuns în Franța în anul 1968, unde a finalizat studiile superioare.  

## Fondarea artei marțiale Qwan Ki Do
În Franța a început să promoveze artele marțiale ale  Marelui Maestru defunct Châu Quan Ky. Reputația Maestrului Maître Pham Xuân Tòng și relațiile sale cordiale în mediul artelor marțiale vietnameze din Franța și din Europa au determinat ca în 1972 să fie solicitat să redacteze materialul cu titlul Viet Vo Dao Kung Fu editat de „Dan France”. Date fiind calitățile sale incontestabile în ceea ce privește practica artelor marțiale vietnameze este numit Director Tehnic al Federației Franceze de Viet Vo Dao, funcție pe care și-a asumat-o pe deplin (pune la punct programul comun al stilurilor, regulamentele de arbitraj, formarea cadrelor, programa de examene). În 1980, după o intensă reflecție asupra acestui subiect, se decide să abandoneze totul pentru a se putea consacra în totalitate edificării artei Maestrului său.
Astfel, în 1981 în Provența, la Toulon și câteva luni mai târziu în Italia la Milano, Maestrul a edificat în mod oficial arta Maestrului său Châu Quan Ky. Începând cu această dată istorică, WORLD UNION OF QWAN KI DO a făcut școală în lumea întreagă, aproximativ treizeci de țări beneficiind de răspândirea acestei arte. Este o dezvoltare spectaculoasă, care se datorează exclusiv eforturilor considerabile ale Fondatorului său PHAM Xuân Tòng și colaboratorilor săi.
Astăzi, Vietnamul, deschizându-se spre lume, i-a rezervat Maestrului o mare recompensă, aceea a recunoașterii metodei sale: QWAN KI DO și mai cu seamă recunoașterea incredibilului său efort în slujba Artelor Marțiale vietnameze.

## Citate
Iată câteva din cuvintele Marelui Maestru PHAM XUAN TONG referitoare la spiritul Artelor Marțiale:
- Cum ai putea porni cu spiritul liber pe un drum necunoscut, fara sa ai incredere absoluta in cel care te indruma? Maestrul sau Instructorul vostru devine atunci indispensabil. El este cel care va conduce pasii pe calea progresului, o cale dificila, presarata cu obstacole mai mult sau mai putin evidente. Datorita lui veti fi indrumati incet-incet pe drumul intelepciunii. A fost elev ca si voi. Si el a avut momente dificile pe care le-a depasit dobandind experienta si cunoastere.
- Respectati-l pe Maestrul sau pe Invatatorul vostru pentru tot ce a făcut pentru voi, pentru lungul drum strabatut, pentru suferinta indurata, pentru toate incercarile pe care a trebuit sa le infrunte, in sfarsit, pentru tot ce v-a invatat.
- Intr-adevar, oricare ar fi rezultatele voastre in Artele Martiale, le datorati Maestrului sau Instructorului vostru. Fara el, singuri, nu ati fi fost nimic.
- Drumul este lung, radacinile sunt amare, dar ... fructul este dulce.?
- Adevaratul practicant de Arte Martiale este cel care are un respect deosebit fata de lucruri aparent nesemnificative, cum ar fi SALUTUL sau VO PHUC - ul , deoarece sunt simboluri unice pentru toti practicantii de Arte Martiale. Prezentul constituie substanta vie a trecutului; ca urmare, acest respect nu este altceva decat reflectarea recunostintei fata de cei care au pus bazele si au facut sa incolteasca radacinile cele mai adinci ale Qwan Ki Do ? ului.
- Privit astfel, salutul nu mai este un gest automat; el devine o adevarata mica ceremonie la care forma nu mai conteaza, valoarea reala aflindu-se in fond.

## Distincțiile Maestrului Pham Xuan Tong
- Maestrul PHAM Xuân Tòng este autor al mai multor cǎrți despre Artele Marțiale Vietnameze și membru al Societății Oamenilor de Litere din Franța.
- În 1975, este selectat de către Production Christiane Maréchal a Canalului de Televiziune Francez FR3 Marseille pentru rolul principal în două filme: Fureur et Sagesse (Furie și Înțelepciune) – Le Temple des 4 Dragons (Templul  celor 4 Dragoni), de mare succes în epocă.
- În 1982, Medalia de argint a Ordinului Steaua Civică Națională, Franța.
- Maestru al anului 1982 și Maestru și Personalitate al anului 1983, după aprecierile revistelor de specialitate Samurai Banzai și Sportivo.
- În 1983, Marele Premiu Umanitar al Franței.
- În 1984, Membru al Academiei de Științe din Roma.
- În 1986, este admis ca membru al Academiei de Științe din Roma.
- Este citat ca fiind o personalitate a artelor marțiale vietnameze în Dicționarul Artelor Marțiale (Ed. du Félin) dar și în enciclopedia Artelor Marțiale (Ed. Amphora ) și în enciclopedia italiană „36 ANNI DI SAMOURAI”.
- În 1991, prezentare excepțională a Delegației Permanente a Ambasadei Vietnamului pe lângă UNESCO, Paris.
- Datorită muncii sale îndârjite în vederea dezvoltării QWAN KI DO în Italia, i se decernează Oscarul 2000 pentru Marii Maeștri ai artelor marțiale la Milano în Italia.
- În aprilie 2004, primește titlul de Exceptional Great Master din partea: „INTERGOVERNMENTAL ORGANISATION OF THE STATE - International Parliament for Safety and Peace”.
- În martie 2005, ca recompensă pentru sprijinul său în dezvoltarea Artelor Marțiale din Gabon (Africa) pe parcursul a 20 de ani, Ministrul Sporturilor din Gabon îi decernează medalia de aur a Ministerului Sporturilor.
- În aprilie 2005, la sediul Comitetului Olimpic Român, obține distincția de „Excelențǎ” din partea Președintelui Comitetului Olimpic Român.
- În aprilie 2005, i se decerneazǎ de către Centrul Național de Perfecționare a Antrenorilor din România (Members of the International Council for Coach Education), Distincția „Excelentia”.
- La 3 mai 2005 , este distins cu rangul de Cavaler al Ordinului «Ordine Cavalieri dell'Aquila Romana» la Castelul San Audenzio în Italia, alǎturi de celebrul Expert Mondial în AIDO, Maestrul Fumon Tanaka.
- 2007, Membru oficial al Honorary Yudansya in Nippon Koden Fusi-Musokaï - Bushido Traditional, distincție conferită de Soke Fumon TANAKA, fondatorul artei marțiale japoneze HANSHI KOBUDO.
- 2009, Membru al Conseil des Sages din cadrul Fondului Internațional pentru  Conservarea Artelor Marțiale – FIPAM, Paris, Franța.
- 2015, Vicepreședinte al Federației Mondiale a Artelor Marțiale Tradiționale din Vietnam, ales în cadrul Congresului Mondial din Ha-Noi (Vietnam).

## Publicații
- Viêt Vo Dao - Ed. Dan, Franța, 1973.
- Bâton Long „Bông Phap” - Ed. Dan, Franța, 1974.
- Viêt Vo Dao Fondamentale - Ed. Master Media, Milano, 1981.
- Qwan Ki Do - Ed. Master Media, Milano, 1983.
- Qwan Ki Do - Collections „Prestige - Tradition” Budo Line, Franța, 1996.
- Qwan Ki Do – Tradition, Culture, efficacité - Luni Editrice Sport Promotion, Milano, 2003.